# مسند من الدرجة الثانية
في المنطق الرياضي، المسند من الدرجة الثانية هو المسند الذي يأخذ المسند من الدرجة الأولى كحجة/ كوسيط. قارن المسند ذو الترتيب الأعلى.
قدمت فكرة المسند من الدرجة الثانية من قبل عالم الرياضيات والفيلسوف الألماني فريجه. ويستند إلى فكرته أن المسند مثل «فيلسوف» أي أنه يعين مفهومًا، وليس شيئاً (تصوراً وليس موضوعاً). في بعض الأحيان يمكن أن يكون المفهوم بحد ذاته مسند للاقتراح، كما هو الحال في «لا يوجد فلاسفة بوسنيون». في هذه الحالة، نحن لا نقول أي شيء عن أي من الفلاسفة البوسنيون، ولكن عن مفهوم «الفيلسوف البوسني» أنه غير مقنع. وبالتالي فإن المسند «غير مقنع» ينسب شيئاً إلى المفهوم «فيلسوف بوسني»، وبالتالي فهو مسند من المستوى الثاني.
وتعتبر هذه الفكرة أساس نظرية العدد لفريجه.